# Zaklęcie Imperium
Zaklęcie Imperium (ang. A Spell of the Empire) – wspólna powieść Michaela Scotta Rohana i Allana Scotta z gatunku fantasy, wydana w 1992 roku. Jest to drugi tom cyklu, który stworzyli dwaj Szkoci. Pierwszy tom to Rogi Tartarusa. Pierwsze polskie wydanie ukazało się w roku 1995 nakładem wydawnictwa Amber.